# Akhalgori
Akhalgori (in georgiano ახალგორი, Ленингор Leningor in osseto) è un comune della Georgia, situato nella regione di Mtskheta-Mtianeti. Attualmente è sotto la sovranità dell'Ossezia del Sud, regione secessionista de facto indipendente dallo stato georgiano.

## Geografia
Akhalgori sorge lungo le rive del fiume Ksani.

## Storia
Durante il periodo sovietico era incluso nei confini dell'Oblast' autonoma dell'Ossezia del Sud ed era chiamato Leningori (russo: Ленингори, georgiano: ლენინგორი), in omaggio a Lenin. È stato ribattezzato Akhalgori dai georgiani alla fine del 1990.
La città di Akhalgori rimase sotto l'amministrazione georgiana dopo il conflitto secessionista del 1991-1992. Dopo la guerra russo-georgiana del 2008 il governo secessionista dell'Ossezia del Sud ha preso il controllo del villaggio e lo ha ribattezzato Leningor.